# Dutton (Lancashire)
Dutton – civil parish w Anglii, w Lancashire, w dystrykcie Ribble Valley. W 2011 civil parish liczyła 238 mieszkańców. Dutton było Dunton w 1289.